# M 566
M 566 war ein Minensuchboot des Typs Minensuchboot 1916, das als M 66 von der deutschen Kaiserlichen Marine und der Reichsmarine eingesetzt wurde und ab 1937 in der Kriegsmarine als Versuchsboot Störtebeker, dann als Minensucher M 566 diente, und das schließlich zum Ende seiner Laufbahn im Deutschen Minenräumdienst fuhr.

## Bau und Technische Daten
Das Boot wurde 1916 bei der Werft Joh. C. Tecklenborg in Geestemünde mit der Baunummer 291 auf Kiel gelegt, lief dort am 2. Juni 1917 als Minensuchboot M 66 vom Stapel und wurde am 1. Juli 1917 in Dienst gestellt. Das Boot war 59,30 m lang und 7,30 m breit, hatte 2,15 m Tiefgang und verdrängte 500 t (Konstruktion) bzw. 539 t (maximal). Die Bewaffnung bestand aus zwei 10,5-cm-Geschützen L/45. Im Zweiten Weltkrieg wurden außerdem mehrere 2-cm-Flak hinzugefügt. Bis zu 30 Minen konnten mitgeführt werden. Zwei Verbunddampfmaschinen mit dreifacher Dampfdehnung und zusammen 1850 PS ermöglichten eine Höchstgeschwindigkeit von 16,0 Knoten. Der Bunkervorrat von 120 t Kohle ergab einen Aktionsradius von 2000 Seemeilen bei 14 Knoten Marschgeschwindigkeit. Die Besatzung bestand aus 40 Mann.

## Geschichte
Das Boot wurde im Ersten Weltkrieg im Minensuch- und Sicherungsdienst eingesetzt. Nach Kriegsende wurde es in die Reichsmarine übernommen. Die Kriegsmarine ließ das Boot 1937 umbauen, und ab 1. Oktober 1937 diente es als sogenanntes Versuchsboot beim Versuchverband des Nachrichtenmittel-Versuchkommandos (NVK) zur Erprobung von Funk-, Funkmess- und Feuerleittechnik. Am 12. Oktober 1937 erhielt es den Namen Störtebeker. Am 1. Oktober 1940 wurde es, wie alle Boote seiner Klasse, mit einer neuen Nummer versehen und fuhr nunmehr als M 566.
Nach der Versenkung von M 538 am 21. Juni 1944 bei einem sowjetischen Luftangriff in Reval übernahm M 566 die Funktion des Führungs- und Begleitschiffs für die 1. Räumbootsflottille. Mit dieser nahm es in den letzten Kriegsmonaten an der Evakuierung von Flüchtlingen und Soldaten aus dem Kurland-Kessel und den ehemaligen deutschen Ostgebieten teil („Unternehmen Hannibal“).
Bei Kriegsende wurde das Boot US-amerikanische Kriegsbeute, wurde dann aber mit der gesamten 1. Räumbootsflottille am 27. Juli 1945 dem Deutschen Minenräumdienst zugewiesen. Dort diente es bis zum 30. November 1947 als Führer- und Begleitschiff der Flottille, die mit Heimathafen Kiel in der westlichen Ostsee Minen räumte. Am 1. Dezember 1947 wurde das Boot dann endgültig als US-amerikanisches Eigentum an das Office of Military Government for Germany (U.S.) (OMGUS) übergeben. Das OMGUS vercharterte es am 18. Juni 1948 an die „Ostdeutsche Dampfschiffs- und Transport Gesellschaft“ (DSTG) in Hamburg. Das Boot kam am 12. September 1949 zurück an das OMGUS und wurde 1950 abgewrackt.